# Aline Bernstein
Aline Bernstein, all'anagrafe Hazel Frankau (New York, 22 dicembre 1882 – New York, 7 settembre 1955) è stata una scenografa, costumista e scrittrice statunitense.

## Biografia
Nata a New York figlia di Rebecca Goldsmith e Joseph Frankau, Aline Bernstein rimase orfana all'età di diciassette anni e fu affidata alle cure della zia. Tra il 1916 e il 1951 Aline Bernstein curò le scenografie o i costumi di oltre cinquanta allestimenti di opere teatrali e nel 1926 divenne la prima costumista donna ad essere ammessa nel sindacato. Nel 1950 vinse il Tony Award ai migliori costumi per il suo lavoro nell'opera di Marc Blitzstein Regina in scena a Broadway. Oltre all'attività teatrale, la Bernstein fu autrice di saggi, raccolte di racconti e di un'autobiografia.

### Vita privata
Nel 1902 sposò il broker Theodore F. Bernstein e la coppia ebbe due figli: Theodore Frankau Bernstein (1904-1949) ed Edla Cusick (1906-1983). Nel 1925 conobbe lo scrittore Thomas Wolfe, di cui fu amante, collaboratrice e musa. La Bernstein fu di ispirazione a Wolfe per il personaggio di Esther Jack, comparso in quattro dei suoi romanzi. La loro relazione durò qualche anno, ma i due rimasero amici per il resto dalla vita.

## Opere letterarie
- Three Blue Suits, 1933
- The Journey Down, 1938
- Miss Condon, 1947
- An Actor's Daughter, 1940
- The Martha Washington Doll Book, 1945
- Masterpieces of Women's Costume of the 18th and 19th Centuries, 1959

## Nella cultura di massa
Nicole Kidman ha interpretato Aline Bernstein nel film del 2016 Genius, in cui Jude Law ricopriva il ruolo di Thomas Wolfe.